# Guy Sanche
Pour les articles homonymes, voir Sanche.
Guy Sanche (né Joseph Jean-Paul Guy Sanche le 5 juillet 1934 à Hull, et mort le 27 janvier 1988 à Saint-Fabien) est un comédien québécois célèbre pour avoir tenu le rôle de Bobino dans l'émission télévisée du même nom de 1957 à 1985, diffusée en reprises en matinée jusqu'en 1989.  Il est le fils de Jean-Paul Sanche et de Juliette Sauvé.

## Biographie
Guy Sanche a participé à plusieurs pièces de théâtre ainsi que des télé-théâtres, dont Table Tournante, réalisé à Radio-Canada en 1968 par Louis-Georges Carrier sur un texte d'Hubert Aquin. Il collabora également avec Aquin et Carrier deux ans auparavant, alors qu'il participe à la pièce Ne ratez pas l'espion, jouée à l'été 1966 au Théâtre de Marjolaine. Il a tenu le rôle principal dans le film Poussière sur la ville. Il a également été script-éditeur pour l'émission Les 100 tours de Centour. Il a animé plusieurs émissions radiophoniques sur la chaîne AM de Radio-Canada.
« Bobino, c'est ce personnage familier aux enfants qui, depuis quinze ans maintenant, les salue quotidiennement en soulevant de sa main gantée son chapeau melon. Mais Bobino, c'est aussi Guy Sanche. Guy Sanche qui débute comme annonceur au poste CBAF de Moncton pour passer, un an plus tard, à Radio-Canada de Montréal où, il occupe les mêmes fonctions puis commence à se faire connaître à Bobino. Guy Sanche, c'est aussi ce comédien qui, en 1952, remporta le premier prix au Festival d'art dramatique pour sa comédie en un acte Un prétexte extraordinaire. Il a fait du théâtre avec la Roulotte de Paul Buissonneau et, au cours de l'été 1960, il incarnerait le personnage de Bautrelet dans L'Aiguille creuse d'Arsène Lupin. Il est aussi de la distribution d’En haut de la pente douce, le téléroman de Roger Lemelin. Il a fait un film, Poussière sur la ville, dans lequel il tient le rôle principal. Ensuite, c'est à la radio qu'il retourne. Il a animé avec beaucoup de personnalité son émission Enfin seul et dernièrement, Que portez-vous le dimanche?, une émission dominicale évidemment. »
Il a épousé en 1958 la comédienne Monique Chabot. Il était le père de trois enfants.
Au début des années soixante, il milite pour le parti indépendantiste québécois Rassemblement pour l'indépendance nationale, notamment au moyen de participations à des assemblées de cuisine.
Il vivait à Saint-Fabien-sur-Mer l'été, puis à longueur d'année les dix dernières années de sa vie. Sa maison est maintenant un gîte.
Guy Sanche meurt le 27 janvier 1988, à l'hôpital de Rimouski, des suites d'un cancer de la gorge. Il est enterré au Cimetière Notre-Dame-des-Neiges, à Montréal. Il a été précédé par sa co-vedette Paule Bayard.

## Théâtre

### Théâtre de Marjolaine
- 1964 : Doux temps des amours : rôle à préciser[8].
- 1966 : Ne ratez pas l'espion : Philippe[9].

### Théâtre d'Anjou
- 1964 : M. Masure, mise en scène de François Cartier : le mari[10].

### Télé-théâtre de Radio-Canada
- 16 août 1959 : Le Démon de midi et demi : Philippe Bocage[11]
- 14 mars 1961 : Hibernatus : Didier de Tartas[11]
- 22 janvier 1966 : Faux bond : Auguste Charlebois[11]
- 22 septembre 1968 : Table tournante : Omer[11]
- 3 novembre 1968 : Partie remise : Bernard[11]
- 14 septembre 1969 : Pauvre amour : Louis[11]

## Téléroman
- 1959-1961: En haut de la pente douce : Roger Chevalier[11]
- 1960 : Arsène Lupin : Isidore Beautrelet
- 1972 : La Feuille d'érable : Père Chaumonot[11]

### Postérité
Guy Sanche a été le sujet d'une biographie présentée sur Canal D. Dans le livre Nom d'une Bobinette, Christine Lamer brosse un portrait du comédien.
Une rue de Saint-Fabien et de Sainte-Julie a été nommé en l'honneur du comédien.
Dans la ville de Gatineau, au Québec, se trouve la bibliothèque Guy-Sanche, elle aussi nommée en son honneur. Repentigny aussi a, depuis quelques années, une rue à son nom dans le secteur Legardeur.

## Discographie
- Disque microsillon 33 tours:
  - Guy Sanche, Guy Sanche Stade 1 : « Poèmes de Gilles Vigneault », Select mini-micro, SMM-733.019.
- Disques 45 tours:
  - Jeannette Dalpé et voix de Guy Sanche, Les Comptines de Jeannette Dalpé, livre et disque 45 tours, Centre Éducatif et Culturel (CEC), 1971, 26 pages.
  - Le Théâtre de Marjolaine, face 1. « Le mot de passe », extrait de « Ne ratez pas l’espion… », paroles de Louis-Georges Carrier et musique de Claude Léveillée. Avec Élizabeth Chouvalidzé et Guy Sanche avec le concours des comédiens de « Ne ratez pas l’espion… » avec des arrangements et la direction musicale de François Cousineau. Face 2. « Rendez-moi les médailles », extrait de « Ne ratez pas l’espion… », paroles de Louis-Georges Carrier et musique de Claude Léveillée. Avec Pierre Thériault et Les Doubles-Faces avec le concours des comédiens de « Ne ratez pas l’espion… » avec des arrangements et la direction musicale de François Cousineau.

## Biographie télévisée
Le 23 décembre 1983, Guy Sanche était l’invité de l’émission Avis de recherche, animée par Aline Desjardins et Gaston L’Heureux.